# Мужская сборная Азербайджана по баскетболу
Мужская сборная Азербайджана по баскетболу — национальная сборная команда, которая представляет Азербайджан на международных турнирах по баскетболу.

## История

### Период Азербайджанской ССР
До 1990 года Азербайджан являлся республикой в составе СССР, поэтому азербайджанские игроки могли выступать за сборную СССР по баскетболу.
В 1931 году сборная Азербайджанской ССР выиграла чемпионат Закавказья и получила право на участие в чемпионате СССР по баскетболу.

### С 1991
После признания суверенитета и независимости Азербайджана начался процесс создания независимой баскетбольной структуры. В 1992 году была создана Федерация баскетбола Азербайджана.
В 1994 году Азербайджан был принят в ФИБА. Азербайджан, несмотря на своё географическое положение (бо́льшая часть территорий в Азии), предпочёл выступать в европейской зоне и добился принятия Азербайджанской федерации баскетбола в зону Европы ФИБА.
Национальная сборная Азербайджана, однако, не пробилась ни на один чемпионат мира или Европы, участвуя формально в двух отборочных турнирах, на Евробаскете-2003 (шесть поражений от Белоруссии, Болгарии и Грузии) и Евробаскете-2013 (4 победы и 4 поражения).

### 2000-е
В 2006 году сборная заняла первое место на Европейском кубке развития ФИБА (Албания).
В 2006 и 2008 годах на чемпионатах Европы среди малых государств (третий дивизион Евробаскета) сборная завоёвывала золотые медали.

### 2010-е
В 2011 году заняла 2-е место в своей группе дивизиона B Евробаскета. Натурализованный американец Чарльз Дэвис в составе сборной Азербайджана стал лучшим бомбардиром всего турнира, набрав 104 очка в 4 матчах.
С 2012 года сборная не созывалась. Последним участием в международных турнирах считается борьба за место на Евробаскете-2013. В квалификации Азербайджан обыграл дома всех противников, кроме Германии, и не смогли пройти в финальный этап (4-е место в группе с Германией, Швецией, Болгарией и Люксембургом) из-за худшей разницы забитых и пропущенных мячей. Последний матч сборная провела 11 сентября 2012 года.
Азербайджан в международном баскетболе представляли сборная по баскетболу на 3×3 и юношеские сборные по классическому баскетболу (в том числе на Европейских юношеских олимпийских фестивалях).
В связи со сложившейся ситуацией многие игроки азербайджанских клубов выразили недовольство сложившейся ситуацией, требуя от Федерации баскетбола Азербайджана решительных действий вплоть до отставки руководства. В 2019 году в связи с неучастием сборной по баскетболу в международных турнирах сразу пять клубов снялись с розыгрыша чемпионата Азербайджана в знак протеста.

### 2020-е
На март 2024 года сборная занимает 105 место в рейтинге FIBA.

#### Чемпионат Европы среди малых стран 2022
28 июня 2022 года сборная возобновила участие в международных матчах, приняв участие на чемпионате Европы ФИБА 2022 среди малых стран.
В состав сборной вошли Заур Пашаев, Джордан Дэвис, Эндар Поладханлы, Орхан Айдын, Анар Гаджиев, Амиль Гамзаев, Акпер Мамедов, Джабраил Акперов, Ширзад Ширзадов, Эльшад Ширзадов, Улас Джан Тургут и Берай Ташер.
Сборная заняла 4 место. Орхан Гаджиев стал лидером турнира по перехватам. Орхан Айдын вошёл в символическую сборную турнира.

#### Квалификация к ЧМ 2027
Сборная принимает участие в квалификации к чемпионату мира по баскетболу 2027. Азербайджан играет в первом раунде в группе А с Косово, Швейцарией и Ирландией. Игры пройдут с 19 февраля 2024 года по 23 февраля 2025 года.
В составе сборной Заур Пашаев, Орхан Гаджиев, Улас Тургут, Эльшад Ширзадов, Амиль Хамзаев, Кямран Мамедов, Эрджан Донат, Саадетдин Донат, Эльдар Поладханлы, Донта Холл, Акбар Мамедов, Ширзад Ширзадов, Рашид Аббасов, Джабраил Акберов, Фикре Алекберов, Назар Гулиев, Саид Исмаилов, Зах Ледай.

## Состав

### 2013
Участники отбора на Евробаскет-2013
| Перейти к шаблону «Состав сборной Азербайджана по баскетболу» | Состав сборной Азербайджана по баскетболу |  |

| Поз. | №  | Имя                 | Дата рождения (возраст) | Рост   | Клуб             |
| ---- | -- | ------------------- | ----------------------- | ------ | ---------------- |
| РЗ   | 6  | Заур Пашаев         | 31 августа 1983         | 188 см | Кутаиси 2010     |
| ТФ   | 7  | Орхан Айдын Гаджиев | 1 октября 1989          | 201 см | Алиага Петким    |
| РЗ   | 8  | Фуад Нифталиев      | 21 августа 1980         | 180 см | Новруз-2012      |
| Ц    | 9  | Александр Рындин    | 5 апреля 1985           | 225 см | Университет-Югра |
| ЛФ   | 10 | Анар Гаджиев        | 2 июня 1988             | 198 см | Новруз-2012      |
| ТФ   | 11 | Расим Башак         | 17 января 1980          | 202 см | Анталья          |
| Ц    | 12 | Чарльз Дэвис        | 18 апреля 1984          | 205 см | Банвит           |
| ТФ   | 15 | Тахир Бахшиев       | 7 марта 1982            | 200 см |                  |
| АЗ   | 20 | Джейс Дон Кэрролл   | 16 апреля 1983          | 188 см | Реал Мадрид      |
| АЗ   | 22 | Рустам Алиев        | 4 апреля 1994           | 195 см |                  |
| РЗ   | 32 | Заур Гушанов        | 24 марта 1987           | 187 см | Азтоп (Баку)     |

### 2024
На май 2024 года в сборную входят Амиль Хамзиев, Заур Пашаев, Акбер Мамедов, Кямран Мамедов, Ширзад Ширзадов, Эльшад Ширзадов, Эндер Поладханлы, Орхан Айдын, Зек Ледей, Улаш Тургут, Донта Хол, Саадаттин Донат, Эрджан Донат.

## Достижения
- Чемпионат Европы среди малых государств ФИБА / Дивизион C Евробаскета[англ.]

Чемпионы: 2006, 2008
4-е место: 2004, 2022
- Игры исламской солидарности[англ.]

Чемпионы: 2005, 2017

## Главные тренеры
- Теймур Гусейнов (? — 2002)[10]
- Азер Кадыров (2002)[10]
- Римас Куртинайтис (сентябрь 2002 — август 2006)
- Эльхан Алиев (18 августа 2006 — ?)[11]
- Али Тон (2012 — ?)
- Эльхан Алиев (? — 12 марта 2016)
- Самит Нурузаде (12 марта 2016 — 19 мая 2022)[12]
- Александар Трифунович (19 мая 2022 — ?)[13]
- Таир Бахшиев (c 6 декабря 2023)[14]